# Ладыгино (Псковский район)
Лады́гино — деревня в Карамышевской волости Псковского района Псковской области России.
Расположена в 19 км к югу от села Карамышево и в 30 км к юго-востоку от Пскова.
| 2001 | 2002 | 2010 |
| ---- | ---- | ---- |
| 53   | ↗54  | ↘32  |